# Mila Doce, Texas
Mila Doce là một nơi ấn định cho điều tra dân số (CDP) thuộc quận Hidalgo, tiểu bang Texas, Hoa Kỳ. Năm 2010, dân số của nơi này là 6222 người.

## Dân số
- Dân số năm 2000: 4907 người.
- Dân số năm 2010: 6222 người.